# ترنیاگو
ترنیاگو (به ایتالیایی: Tregnago) یک کومونه در ایتالیا است که در استان ورونا واقع شده‌است.

## خصوصیات
ترنیاگو ۳۷٫۴ کیلومترمربع مساحت و ۴٬۸۶۲ نفر جمعیت دارد.